# Diamondhead
Diamondhead är en ort i Hancock County i Mississippi. Enligt 2020 års folkräkning hade Diamondhead 9 529 invånare.